# 프리 엔터테인먼트
프리 엔터테인먼트는(영어: PRE Entertainment) 대한민국의 멀티 채널 네트워크 기업이다.

## 연혁
2017년
- 2017년 2월 안산시 프리컴퍼니 설립
- 2017년 3월 웨이크컴퍼니와 업무 제휴 MOU
- 2017년 11월 네이버 게임판 콘텐츠 제공 MOU

2018년
- 2018년 7월 웹사이트 개설
- 2018년 8월 ByteDance와의 콘텐츠 공급 계약 체결

2019년
- 2019년 4월 주식회사 프리 엔터테인먼트 법인 설립
- 2019년 5월 네이버 콘텐츠 공급 업무 제휴 계약 체결
- 2019년 8월 서울특별시 강남구 도곡동 소재지 이전

2021년
- 2021년 8월 부산광역시 해운대구 재송동 소재지 이전
- 2021년 12월 틱톡 공식 MCN 멀티 채널 네트워크 계약 체결

## 사업영역
- 크리에이터 매니지먼트
- 모델 에이전시
- 방송 프로그램 제작
- 디지털 마케팅

## 소속 크리에이터
- 세글자 (글자네)
- 스간
- 레고77
- 리하우
- 알지히어로즈
- 쉐이드
- 기링기링
- 뚝집자
- 찬세이
- 똥그랩
- 허허맨